# Elena Kondakova
Pour les articles homonymes, voir Kondakova.
Elena Vladimirovna Kondakova (en russe : Елена Владимировна Кондакова) est une cosmonaute russe, née le 30 mars 1957. Elle est la troisième femme soviétique/russe à voyager dans l'espace et la première femme à effectuer un vol de longue durée.

## Biographie
Kondakova est née à Mytichtchi dans la région de Moscou (Russie). Elle a été choisie en tant que candidate cosmonaute en 1989.
Depuis 1999, Kondakova est député à la Douma, la chambre basse du parlement russe.

## Vols réalisés

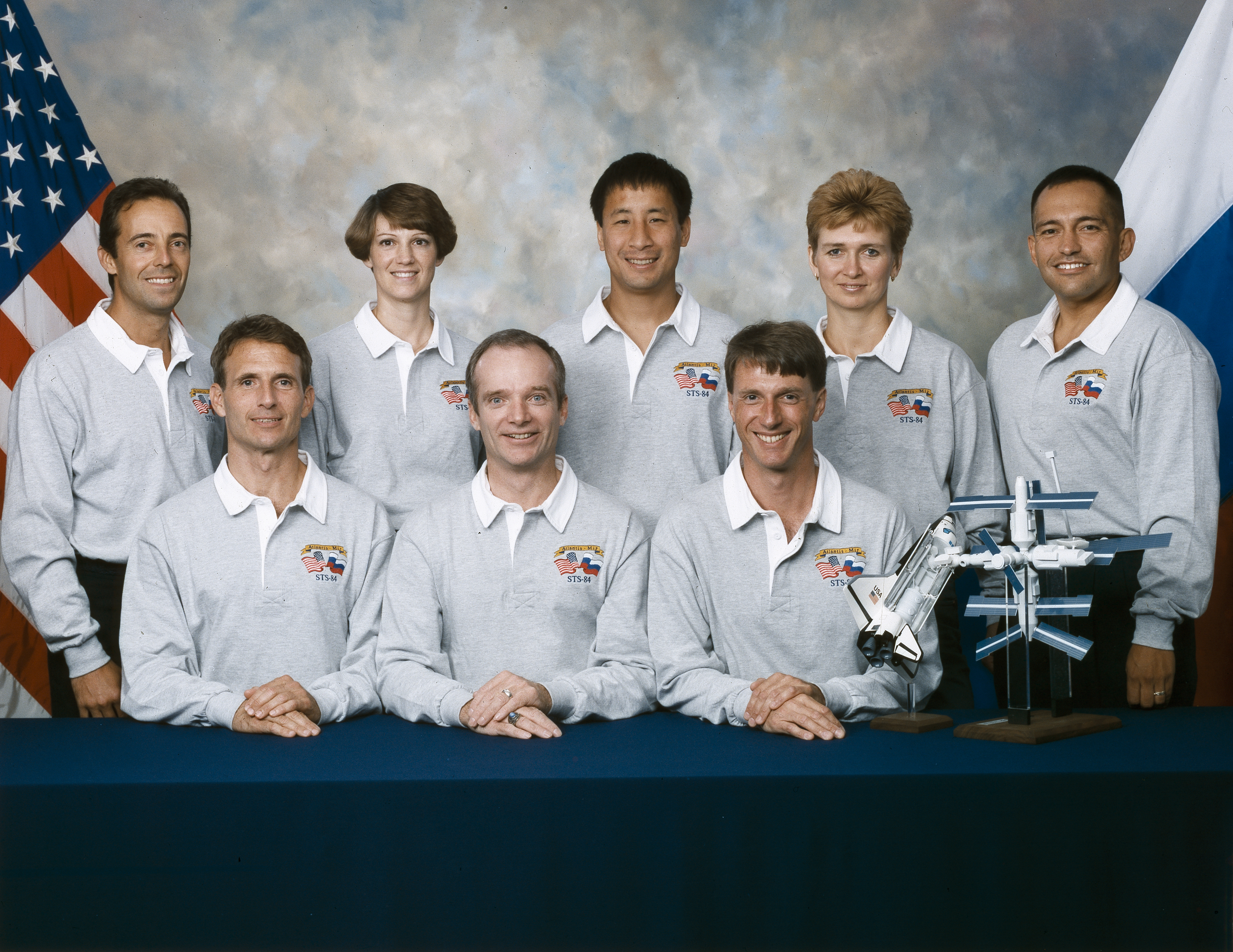
Équipage du vol STS-84

Son premier voyage dans l'espace se déroula sur Soyouz TM-20, à partir du 4 octobre 1994. Elle est revenue sur Terre le 22 mars 1995, après un séjour de cinq mois dans la station spatiale Mir, en tant que membre de l'expédition Mir EO-17.
Le deuxième vol de Kondakova fut comme spécialiste de mission sur la navette spatiale Atlantis (États-Unis) pendant la mission STS-84 du 15 au 24 mai 1997, à destination de Mir.